# Phyllida Lloyd

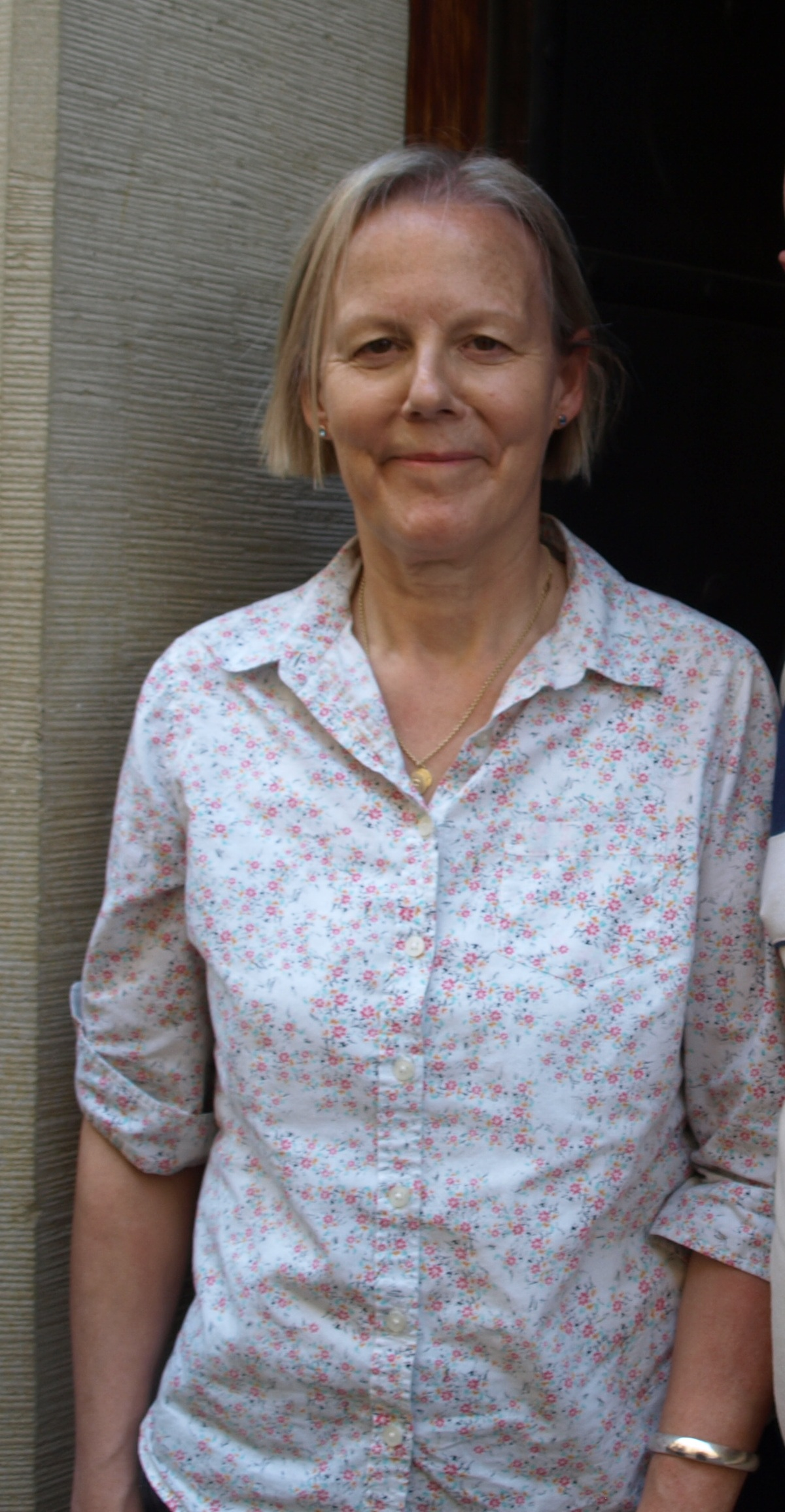
Phyllida Lloyd

Phyllida Lloyd (* 17. Juni 1957) ist eine britische Film- und Theaterregisseurin.
2010 wurde Phyllida Lloyd für ihre Verdienste um die Kunst im Rang eines Commander in den Verdienstorden Order of the British Empire (CBE) aufgenommen.

## Filme
- 2000: Gloriana (Fernsehfilm)
- 2008: Mamma Mia!
- 2011: Die Eiserne Lady (The Iron Lady)